# Небезпечна зона: Вулкан у Нью-Йорку
«Небезпечна зона: Вулкан у Нью-Йорку» (англ. Disaster Zone: Volcano in New York) — американський фільм 2006 року.

## Сюжет
Після загибелі трьох робочих на одній з приміських шахт, розслідування доручають доктору Сьюзан Фокслі. Її колишній чоловік, бригадир шахтарської команди Метью Маклохлін стверджує, що в шахті він спостерігав розпечену лаву. Тим часом у місті відбувається ряд непояснених смертей, пов'язаних з отруєнням підземними газами. Дуже скоро Сьюзан і Мет з'ясовують, що всьому регіону загрожує смертельна небезпека, що виходить із надр землі.

## У ролях
- Костас Менділор[en] — Мет Маклохлін
- Майкл Айронсайд — Леверінг
- Александра Пол — доктор Сьюзан Фокслі
- Ерік Брекер — Ер Джей
- Рон Селмур — Френк
- Паскаль Гаттон[en] — Карен Барбаріні
- Зак Сантьяго[en] — Хосе
- Роберт Молоні[en] — Джекоб
- Каж-Ерік Еріксен[en] — Джої Волш
- Меттью Беннетт[en] — агент Волтерс
- Ендрю Кавадас — Томмі
- Майкл Бойсверт — Ейс
- Кевін МакНалті[en] — Ніл Каван
- Вільям МакДональд — директор
- Том Гітон — Хел
- Вільям С. Тейлор — мер
- Клер Райлі — диктор
- Луїс Чірілло[en] — Полі
- Роб Мортон — власник будинку
- Джиммі Мартінс — поліцейський